# Малицький Микола Лукич

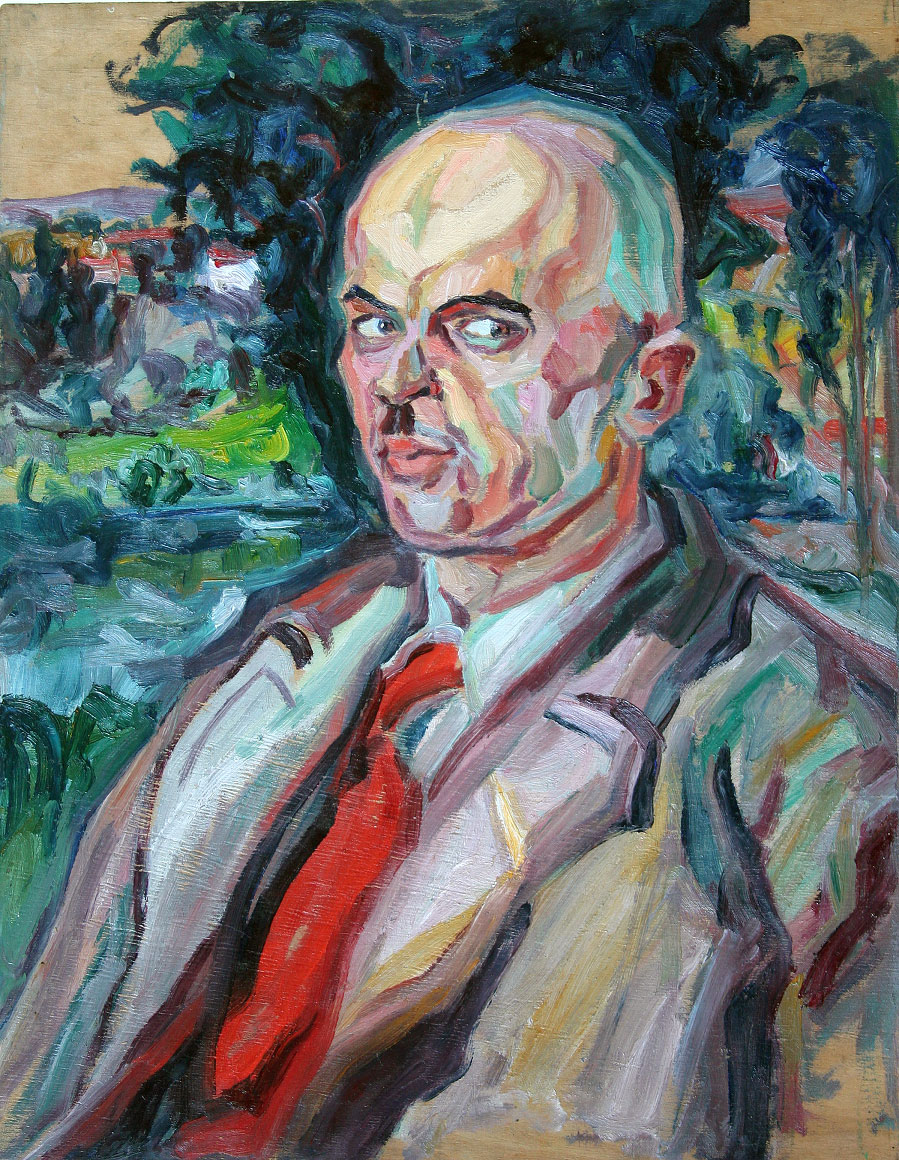

Мико́ла Лу́кич Мали́цький (нар. 3 жовтня 1888 року — пом. 1941 року) — меценат, підприємець, педагог, громадський і політичний діяч.

## Життєпис
Народився 3 жовтня 1888 року в селі Вікно на Гусятинщині. Навчався в українській гімназії в Тернополі, а потім — у Львівському університеті, де студіював філологію. Згодом обіймав посаду заступника вчителя в гімназії. До початку Другої світової війни був відомий в Тернопільській окрузі як успішний підприємець. Він давав кошти на українські інституції. Брав участь в утвердженні української влади в Тернополі та був помітним діячем у місті в період Західно-Української Народної Республіки. Микола Малицький відомий також як автор поезій, нарисів, які він друкував під псевдонімом Микола Віконський.

### Родина
З Кароліною-Іванною, відомою під псевдонімом Дарія Віконська, він зустрівся Вікні. Приїхавши у село на студентські канікули, Микола отримав пропозицію від Владислава Федоровича, батька Кароліни-Іванни, навчати його дочку, яка провела дитячі роки в німецькомовному середовищі, української та польської мови. Так вони познайомилися, а згодом покохали одне одного.

Їхнє вінчання відбулося 17 липня 1917 р. у церкві Різдва Христового в Тернополі. Наречена йшла під вінець без батьківського благословення. Малицькі жили у великому маєтку в Шляхтинцях, де активно зайнялися господарством.
«Маєток мав 620 моргів орної землі, 350 моргів лісу і 70 моргів сіножаті, в господарстві були 62 коні, 80 корів і 100 овець, від 1927 р. працював винокурний завод. Загалом тут працювали 25 сімей і 100 найманих робітників. Щорічний оборот становив 30–40 тисяч злотих, а прибуток — 3–5 тисяч злотих.»
Восени 1919 р. М. Малицький відмовився присягнути на вірність Другій Речі Посполитій, за що був на рік інтернований, а після виходу на волю позбавлений державної роботи. Маєток Малицьких був конфіскований радянською владою. Подружжя переїхало в Тернопіль у квартиру по вулиці Сокола. Дарія Віконська востаннє бачилася зі своїм чоловіком у грудні 1939 р., коли його забирали у в'язницю чекісти.

### Громадська і політична діяльність
Микола Малицький був одним з організаторів Листопадового чину 1918 р. у Тернополі, редагував газети «Українські вісті», «Голос Поділля» та «Український голос», співпрацював з Петром Карманським та Андрієм Музичкою, був поручником Української Галицької Армії. Подружжя Малицьких спілкувалося з Євгеном Маланюком, який, навідувався до них у Тернопіль і Шляхтянці. Малицький також матеріально підтримував деякі українські організації, що своїм коштом оплачував посаду керівника тернопільського «Лугу», що в Шляхтинцях побудував будинок читальні «Просвіти» і закупляв для неї книги, за що був обраний її почесним членом, що надавав допомогу кооперативам «Сільського господаря». Підтримував товариські зв'язки з Василем Мудрим та Мироном Луцьким. У 1935 р. висував свою кандидатуру в сенат Польщі, але був обраний сенатором на виборах 1938 р.

### Ув'язнення
5 грудня 1939 р. начальник 1-го відділення 2-го відділу управління державної безпеки обласного управління НКВС лейтенант М. Габріельян підписав ордер на арешт Миколи Малицького. У помешканні провели ретельний обшук, після чого господаря арештували. У тюрмі почалися допити.
15 грудня 1939 р. заступник начальника 1-го відділення 2-го відділу УДБ УНКВС по Тернопільській області підписав постанову про пред'явлення звинувачення Малицькому у тому, що був «експлуататором трудящих», оскільки той мав великий маєток та господарство, де працювало багато найманих працівників. Тож за радянськими мірками М. Малицький був «буржуй». Його звинувачували також в «українському буржуазному націоналізмі» і приналежності до ОУН.
7 січня 1941 р. був переведений у тюрму до Києва, де слідство продовжилося. 24 квітня 1941 р. заступником наркома внутрішніх справ СРСР Миколі Малицькому було винесено вирок — 8 років ув'язнення у виправно-трудовому таборі. Там і був страчений
Реабілітований 31 березня 1989 р.